# Мустапаев, Урмат
Урмат Мустапаев (р.10 января 1986) — киргизский борец вольного стиля, призёр чемпионата Азии.

## Биография
Родился в 1986 году во Фрунзе. В 2003 году стал бронзовым призёром чемпионата Азии среди кадетов. В 2006 году завоевал бронзовую медаль чемпионата Азии, а на Азиатских играх занял 9-е место.